# Megapnosaure
El megapnosaure (Megapnosaurus) és un gènere de dinosaure teròpode celofisoïdeu, anteriorment anomenat Syntarsus (anomenat així per Raath l'any 1969), que va viure al Juràssic inferior. Fou reanomenat per l'entomòleg americà Dr. Michael Ivie, el Dr. Adam Ślipiński, i el Dr. Piotr Węgrzynowicz, els científics que van descobrir que el nom Syntarsus ja s'havia donat a un coleòpter Colydiinae descrit l'any 1869. A alguns paleontòlegs no els agrada el nom Megapnosaurus, però es manté com el nom vàlid per a aquest gènere.